# Berberis sibirica
Berberis sibirica är en berberisväxtart som beskrevs av Pall.. Berberis sibirica ingår i släktet berberisar, och familjen berberisväxter. Inga underarter finns listade i Catalogue of Life.